# Ełchowo
Ełchowo (bułg. Елхово) – miasto w Bułgarii, w obwodzie Jamboł, siedziba administracyjna gminy Ełchowo, nad rzeką Tundżą. Według danych szacunkowych Ujednoliconego Systemu Ewidencji Ludności oraz Usług Administracyjnych dla Ludności, 15 grudnia 2018 roku miejscowość liczyła 10008 mieszkańców.

## Galeria

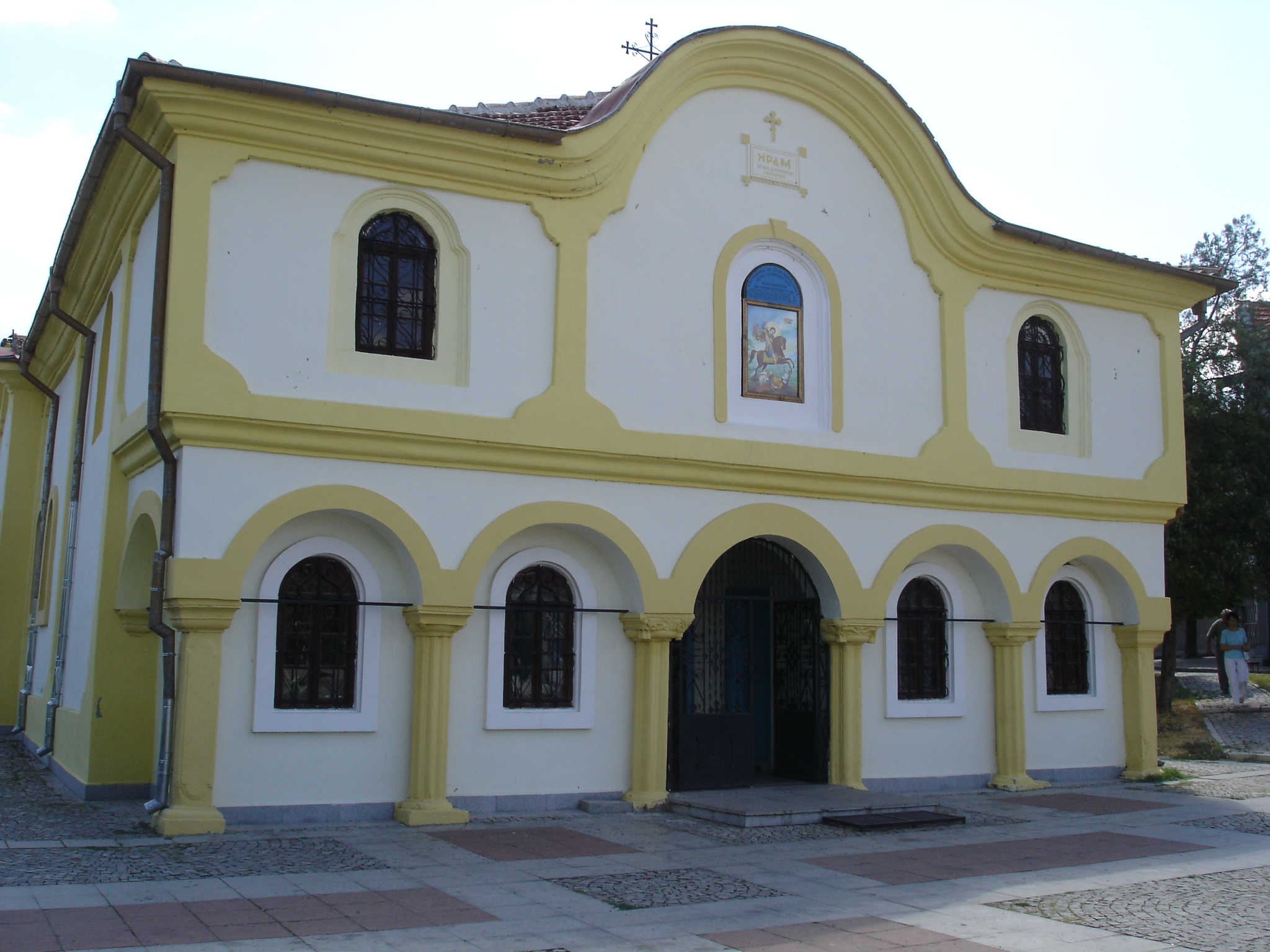
Kościół św. Dymitra z Tesalonik
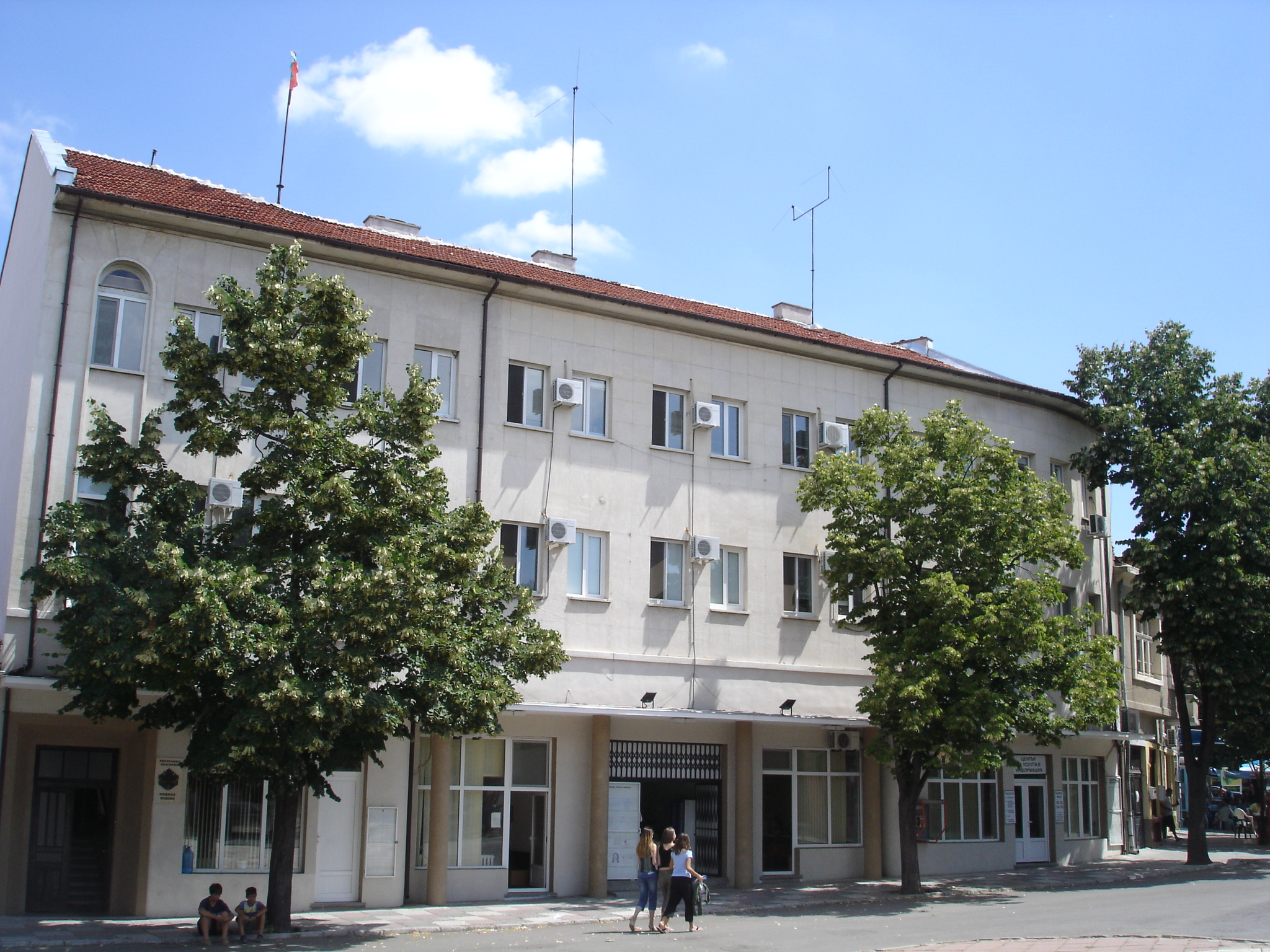
Budynek władz samorządowych miasta
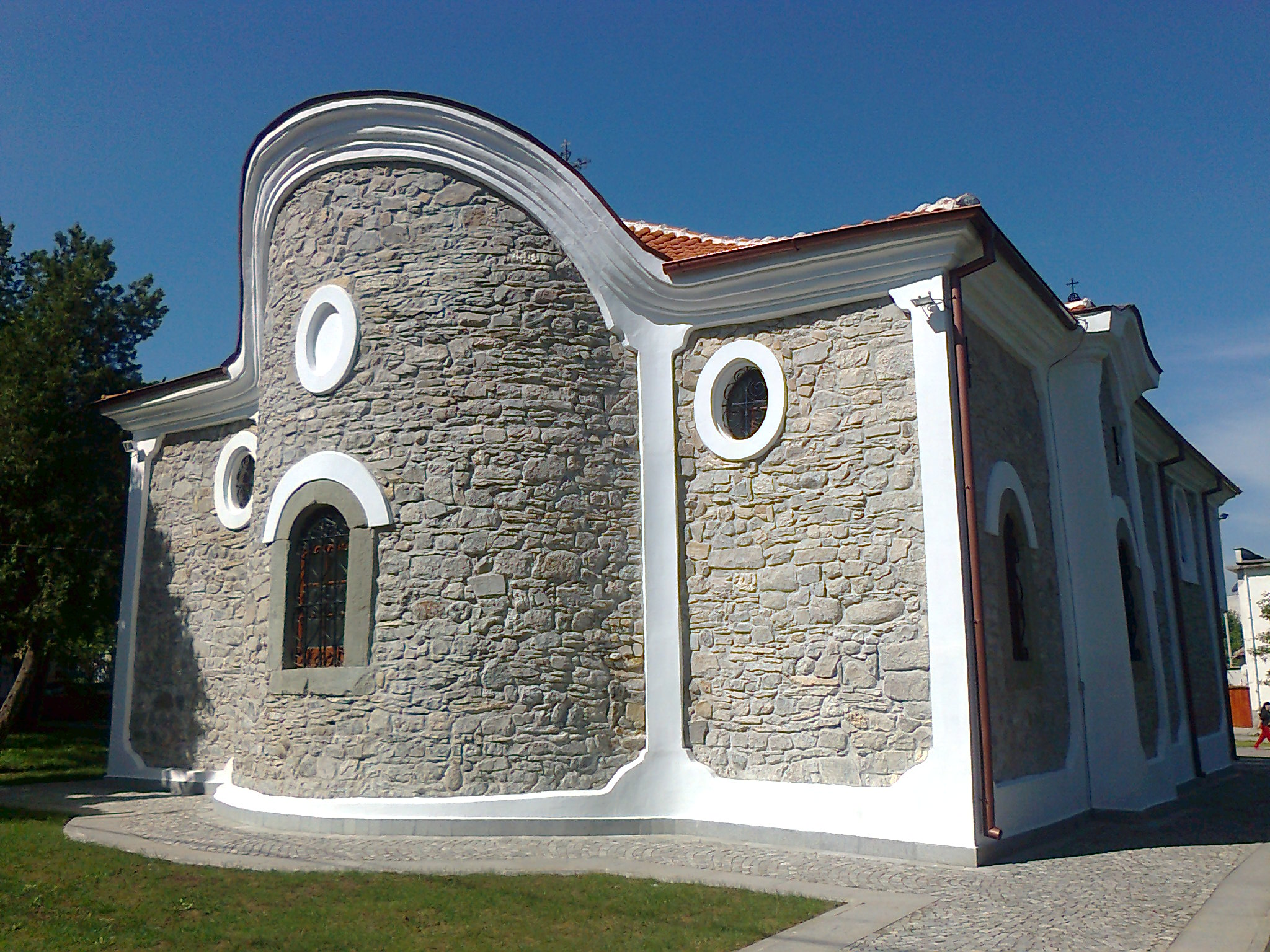
Apsyda jednego z kościołów w mieście
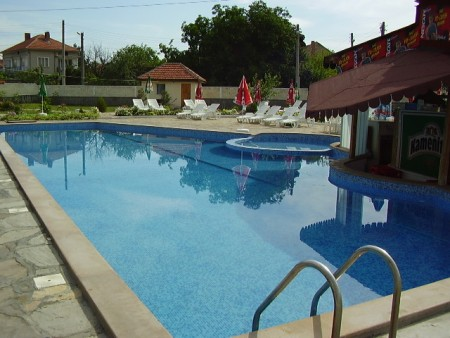
Akwapark w Ełchowie
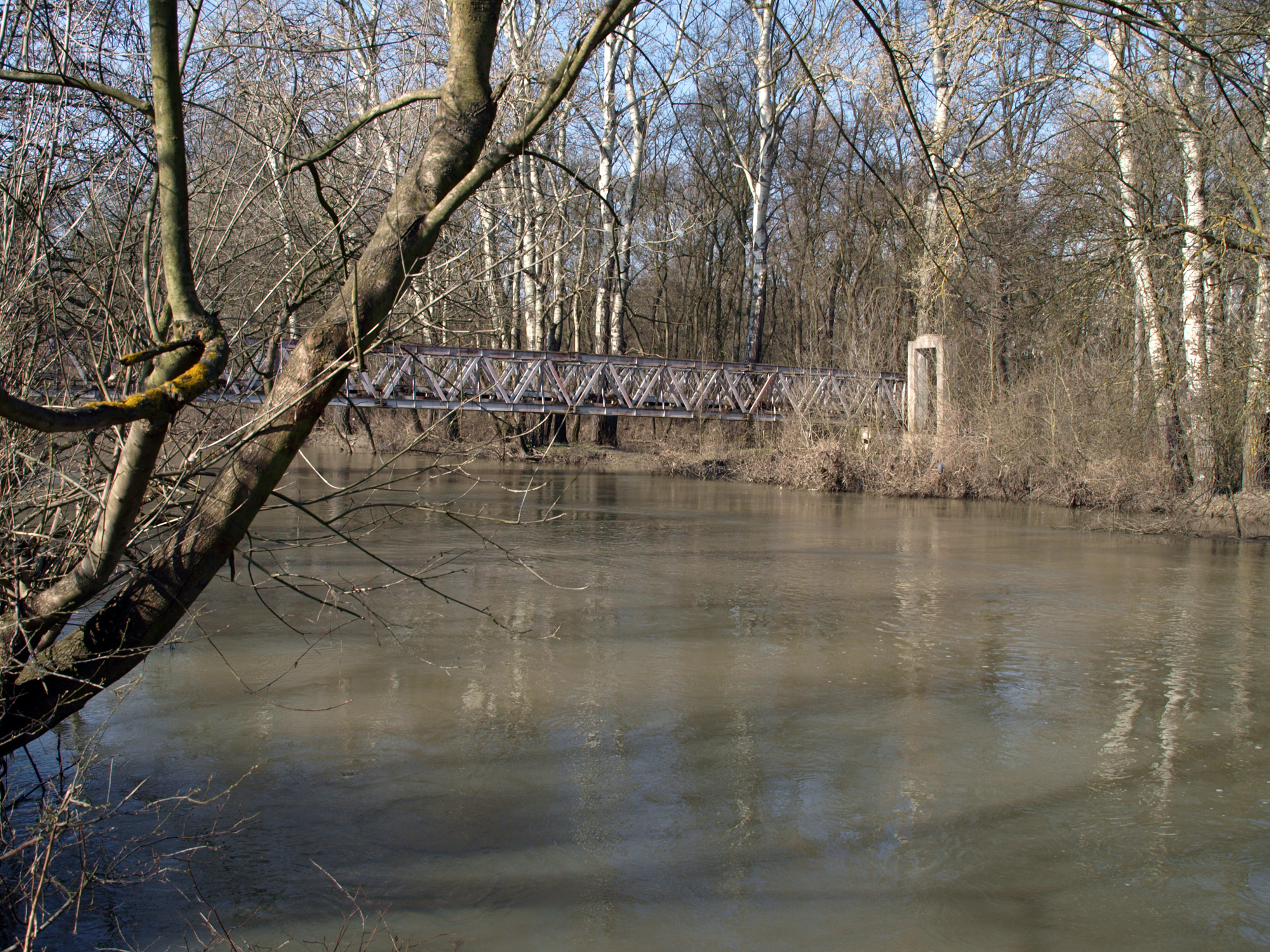
Most na rzece Tundża w Ełchowie